# Caponina
Genre
Synonymes
- Bruchnops Mello-Leitão, 1939

Caponina est un genre d'araignées aranéomorphes de la famille des Caponiidae.

## Distribution
Les espèces de ce genre se rencontrent en Amérique du Sud et à Saint-Vincent-et-les-Grenadines.

## Description
Les espèces de Caponina comptent généralement six yeux mais parfois deux, trois, quatre ou cinq.

## Liste des espèces
Selon World Spider Catalog (version 24.5, 17/09/2023) :
- Caponina alegre Platnick, 1994
- Caponina alejandroi Sánchez-Ruiz, Martínez & Bonaldo, 2022
- Caponina bochalema Sánchez-Ruiz, Martínez & Bonaldo, 2022
- Caponina cajabamba Platnick, 1994
- Caponina chilensis Platnick, 1994
- Caponina chinacota Platnick, 1994
- Caponina huila Sánchez-Ruiz, Martínez & Bonaldo, 2022
- Caponina longipes Simon, 1893
- Caponina notabilis (Mello-Leitão, 1939)
- Caponina papamanga Brescovit & Sánchez-Ruiz, 2013
- Caponina paramo Platnick, 1994
- Caponina testacea Simon, 1892
- Caponina tijuca Platnick, 1994

## Systématique et taxinomie
Ce genre a été décrit par Simon en 1892 dans les Caponiidae.
Bruchnops a été placé en synonymie par Platnick en 1994.

## Publication originale
- Simon, 1892 : « On the spiders of the island of St. Vincent. Part 1. » Proceedings of the Zoological Society of London, vol. 1891, p. 549-575 (texte intégral).